# Meryem Xan
Meryem Xan (* 1904 in Dêrgol, Provinz Şırnak, Osmanisches Reich; † 1949 in Bagdad, Irak) war eine kurdische Sängerin (Dengbêj).
Meryem Xan stammte aus dem Dorf Dêrgol im äußersten Südosten der Türkei an der syrischen und irakischen Grenze in der historischen Region Botan. Sie gilt als eine der wenigen klassischen weiblichen Dengbêj in einer ansonsten von Männern dominierten kurdischen Musikszene in der ersten Hälfte des 20. Jahrhunderts. Ihre Lieder, von denen über 200 bekannt sind, wurden vor allem durch Radio Bagdad, welches 1939 gegründet worden war, verbreitet. Nach dem Ersten Weltkrieg ging Xan erst nach Syrien, bis sie dann 1924 nach Zaxo in den Nordirak ging. Nach einer kurzen Zwischenstation 1936 in Mossul zog sie zu Verwandten nach Bagdad. Sie arbeitete viele Jahre lang für Radio Bagdad, wo sie viele andere kurdische Künstler kennenlernte. Neben ihren eigenen Liedern sammelte Xan Volkslieder, die sie dann im Radio vortrug. 1949 starb sie an den Folgen einer Nierenerkrankung und wurde in Bagdad bestattet.

## Lieder (Auswahl)
- Helîm
- Weyla li min xerîbê
- Lorke lorke
- Gulê wey nar wey narê
- Hey berde berde
- Lê lê weso
- Gul şênî şênî
- Miḧemedê romî
- Lê lê êmo
- Lê dayê
- Lê lê siwaro
- Ey delal